# Ademloos (actiegroep)
Ademloos is een actiegroep die in maart 2008 is ontstaan als protestbeweging tegen de toen voorgenomen bouw van de Lange Wapperbrug, in het kader van de Oosterweelverbinding rond Antwerpen. Het was de Zwijndrechtse gynaecoloog dr. Guido Verbeke die, toen hij kennis kreeg van de plannen, zich de consequenties van de uitstoot van fijnstof realiseerde, voor de Antwerpse bevolking in het algemeen, en in het bijzonder voor het nabijgelegen Dienstverleningscentrum (DVC) Sint-Jozef, een opvangcentrum voor kinderen met een beperking.  Een betoging van leerlingen van instituut op 21 juni 2008 bracht de zaak in de openbaarheid.
Onder impuls van marketingdeskundige Wim van Hees wist de actiegroep na oproepen in de opinie een volksraadpleging over de Lange Wapperbrug af te dwingen. Eind 2008 werden de nodige handtekeningen (65.000) verzameld, en voorgelegd aan het Vlaams Parlement. In de daaropvolgende volksraadpleging van 18 oktober 2009 stemde 60% van de Antwerpenaren tegen het BAM-tracé, dat daarmee politiek onuitvoerbaar werd.  Ademloos verkreeg daarop in 2010 de Prijs voor de Democratie.
De Vlaamse regering besloot daarop de plannen te herzien, wat in 2017 tot een akkoord leidde met de actiegroepen Ademloos, Ringland en  StRaten-generaal.
In 2019 sloten de Vlaamse overheid, de stad Antwerpen, Port of Antwerp en de burgerbewegingen Ringland, Ademloos en stRaten-generaal het ‘Toekomstverbond’, een akkoord na een lang overlegproces onder leiding van intendant Alexander D'Hooghe.
In de polemiek rond het PFOS-schandaal bij de aanleg van de Oosterweeltunnel
pleitte de overheid ervoor om de werken ondanks de vervuiling voort te zetten. Burgerbewegingen Ademloos, Ringland en StRaten-generaal sloten zich hierbij aan, omdat ze vreesden dat het stilleggen ook het einde van de sanering zou betekenen.